# Бранислав Матић
Бранислав Матић (Лозница, 1965) српски је књижевник, уредник, новинар, издавач. Радови су му превођени на више европских језика.

## Биографија
Старином од средњовековних херцеговачких Војиновића, основну школу учио у Јадранској Лешници, гимназију у Лозници, књижевност и политичке науке у Београду.
Био је аутор у низу угледних српских часописа (Видици, Књижевност, Књижевна реч, Зенит, Свеске, Наше идеје, Лепа Србија, Логос...) и магазина (Дуга, Политикин свет, Интервју, Студент, НОН, Став, Младост, Погледи, Јефимија...). Током ратова у рушевинама Југославије био је, као новинар Дуге, на скоро свим фронтовима и одатле објавио низ прозних записа и репортажа.
Увршћен у прву антологију српског сатиричног афоризма (Историја афокалипсе, 1987). Основао и пет година уређивао Издавачки програм београдског Студентског културног центра (1994–1999), те Књижевни и научни програм у овој установи. Оснивач и први директор београдског Центра за историју идеја (1999). Оснивач, директор и главни уредник часописа Европа нација (2005–2006) и портала Нација (од 2006). Уредник Националне ревије „Србија“ од првог броја (2007), јединог магазина у историји српске штампе који излази у одвојеним издањима на три језика (српски, руски, енглески). Један од покретача и уредник Националне ревије „Српска“, на српском и енглеском језику (2013–2015). Уредник у београдској издавачкој кући „Принцип Прес“ (од 2006). Главни уредник „Хипербореје“ (од 2011).
Приредио, уредио и препоручио троцифрен број књига, из области књижевности, уметности, сакралне традиције, филозофије историје и културе, геополитике... Више важних домаћих и страних аутора је преко тих књига уведено у српску културу или целовитије позиционирано у њој (Бела Хамваш, Шејмас Хини, Џон Куци, Максимилијан Волошин, Томас Молнар, Мајкл Хауард, Александар Дугин, Зигфрид Кракауер, Владимир Набоков, Ен Бертлот, Френсис Јејтс...). Основао и уређивао библиотеке Тачке ослонца, Елементи, Трагови, Упознајте Србију (едиција од 40 свезака, 2009–2010).
Превођен на енглески, руски, немачки, италијански, шпански, француски, пољски и македонски језик.
Живи у Београду.